# 艾克·杜克维茨
艾克·杜克维茨（德語：Eike Duckwitz，1980年5月29日—），德国前男子曲棍球运动员。他曾代表德国国家队参加2004年夏季奥林匹克运动会曲棍球比赛，获得一枚铜牌。